# Classe Rajput
La classe Rajput est une classe de destroyers lance-missiles construits pour la marine indienne. Connue sous le nom de  « classe Kachine-II », celle-ci est une version modifiée des destroyers soviétiques de la classe Kachine. Les navires ont été construits dans l'ancienne Union soviétique après des modifications considérables de la conception indienne par rapport à la conception des Kachine. Ces modifications comprennent le remplacement de l'héliport de conception originale par un ascenseur de vol, ainsi que plusieurs modifications majeures apportées aux systèmes électroniques et de combat. Cinq unités seront construites pour l’exportation vers l’Inde dans les années 1980. Les unités restantes sont rattachées à l'Eastern Naval Command (en).

## Historique
La classe Rajput a hérité de ses rôles de guerre anti-aérienne et anti-sous-marine pour la défense des forces opérationnelles des porte-avions contre les sous-marins, les avions volant à basse altitude et les missiles de croisière de la classe Kachine. Ils sont les premiers navires de la marine indienne à déployer les systèmes de missiles de croisière supersoniques BrahMos. Ceux-ci ont été déployés lors d’une remise en état à mi-vie des navires. Le système comprend quatre missiles montés sur des lanceurs inclinés, remplaçant deux lanceurs SS-N-2D Styx AShM de l'INS Rajput et un système VLS à huit silos remplaçant le lanceur SAM arrière S-125M de l'INS Ranvir et l'INS Ranvijay. Le Ranvijay fut ultérieurement déployé avec un lanceur vertical modernisé pour accueillir le missile BrahMos.
Au cours de l'exercice TROPEX-21 de la marine indienne, le Ranjit, désarmé, est coulé par une torpille,.
Le Rajput est mis hors service le 21 mai 2021,.

## Armement
| Rajput (D51)                                                                                                  | Ranjit (D53)                                 | Rana (D52)                                                                    | Ranvir (D54)                                                                                                | Ranvijay (D55)                                                                                              |
| --- | -------------------------------------------- | ----------------------------------------------------------------------------- | --- | --- |
| Missile sol-sol/anti-navire                                                                                   |                                              |                                                                               | | |
| 8 × VLS BrahMos (lanceurs inclinés ; remplace 4 lanceurs SS-N-2D Styx)                                        | 4 × AShM SS-N-2D Styx (lanceurs inclinés)    | 4 × AShM SS-N-2D Styx (lanceurs inclinés)                                     | - 8 × VLS arrière BrahMos (remplaçant le lanceur arrière S-125) - 4 × AShM SS-N-2D Styx (lanceurs inclinés) | - 8 × VLS arrière BrahMos (remplaçant le lanceur arrière S-125) - 4 × AShM SS-N-2D Styx (lanceurs inclinés) |
| Missile sol-air                                                                                               |                                              |                                                                               | | |
| 2 × lanceur bitube S-125M (avant et arrière)                                                                  | 2 × lanceur bitube S-125M (avant et arrière) | 2 × 8 VL-SRSAM (remplaçant le lanceur arrière S-125)                          | 2 × 8 VLS Barak (bâbord et tribord ; en remplacement de 2 AK-630)                                           | 2 × 8 VLS Barak (bâbord et tribord ; en remplacement de 2 AK-630)                                           |
| 2 × lanceur bitube S-125M (avant et arrière)                                                                  | 2 × lanceur bitube S-125M (avant et arrière) | 1 × lanceur bitube S-125M (avant)                                             | | |
| Canon naval/CIWS                                                                                              |                                              |                                                                               | | |
| 1 × canon naval double AK-726                                                                                 | 1 × canon naval double AK-726                | 1 × canon naval OTO Melara de 76 mm (remplaçant le canon naval double AK-726) | 1 × canon naval OTO Melara de 76 mm (remplaçant le canon naval double AK-726)                               | 1 × canon naval OTO Melara de 76 mm (remplaçant le canon naval double AK-726)                               |
| 4 × CIWS AK-630M de 30 mm (1,2 po)                                                                            | 4 × CIWS AK-630M de 30 mm (1,2 po)           | 4 × CIWS AK-630M de 30 mm (1,2 po)                                            | 2 × CIWS AK-630M de 30 mm (1,2 po)                                                                          | 2 × CIWS AK-630M de 30 mm (1,2 po)                                                                          |
| Arme anti-sous-marine                                                                                         |                                              |                                                                               | | |
| - 1 × tube lance-torpilles quintuple PTA 533 de 533 mm (21 po) - 2 × lance-roquettes anti-sous-marin RBU-6000 |                                              |                                                                               | | |

## Navires de la classe
| Nom                      | N° de fanion | Constructeur  | Port d'attache | Pose de la quille | Lancement         | Commission       | Retrait de service | Statut                                                 |
| ------------------------ | ------------ | ------------- | -------------- | ----------------- | ----------------- | ---------------- | ------------------ | ------------------------------------------------------ |
| Rajput (ex- Nadejniy)    | D51          | 61 Kommounard | Visakhapatnam  | 11 septembre 1976 | 17 septembre 1977 | 4 mai 1980       | 21 mai 2021        | Déclassé                                               |
| Rana (ex- Gubitelyniyy)  | D52          | 61 Kommounard | Visakhapatnam  | 29 novembre 1976  | 27 septembre 1978 | 19 février 1982  |                    | Actif                                                  |
| Ranjit (ex- Lovkiyy)     | D53          | 61 Kommounard | Visakhapatnam  | 29 juin 1977      | 16 juin 1979      | 24 novembre 1983 | 6 mai 2019         | Coulé lors de l'exercice TROPEX-21 comme navire cible. |
| Ranvir (ex- Tverdyy)     | D54          | 61 Kommounard | Visakhapatnam  | 24 octobre 1981   | 12 mars 1983      | 21 avril 1986    |                    | Actif                                                  |
| Ranvijay (ex- Tolkoviyy) | D55          | 61 Kommounard | Visakhapatnam  | 19 mars 1982      | 1er février 1986  | 21 décembre 1987 |                    | Actif                                                  |